# Duryodhana

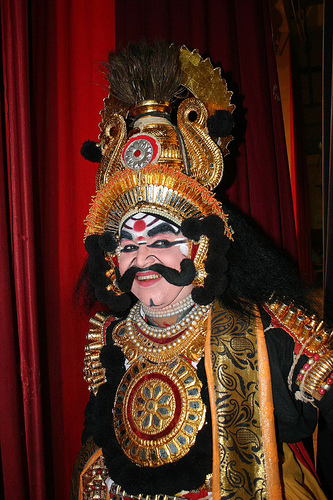
Duryodhana rappresentato da un attore

Nel poema epico indiano Mahābhārata Duryodhana (दुर्योधन) è il figlio maggiore del re cieco Dhritarashtra, partorito dalla regina Gandhari, il più grande dei cento fratelli Kaurava e l'antagonista principale dei Pandava. Duryodhana rappresenta un avatar del demone Kali, che impossessandosi di Nala gli ha fatto gettare via il regno al gioco d'azzardo.

## La nascita
Quando la gravidanza della moglie di Dhritarashtra, Gandhari, si prolunga per un periodo stranamente lungo, la donna si percuote il grembo per la frustrazione, invidiosa di Kunti, la moglie del fratello del re, Pandu, che ha già partorito un maschio, Yudhisthira, il maggiore dei Pandava. In seguito al gesto una dura massa di carne grigia esce dal suo corpo. Gandhari è scioccata e sconvolta e invoca Vyāsa, il grande saggio che le ha concesso la benedizione di cento figli, perché ritiri la sua promessa. Vyasa divide la palla di carne in cento pezzi uguali, e li metto quindi in pentole per il ghee, sigillate e seppellite sotto terra per un anno. Alla fine dell'anno viene aperta la prima pentola ed emerge Duryodhana, il cui nome significa "Difficile da conquistare", il cui carro porterà un vessillo con un cobra incappucciato.

### Sviluppo della trama
Il corpo di Duryodhana si dice sia stato ricavato dal tuono ed è estremamente potente. Egli viene venerato dai suoi fratelli minori, specialmente da Dushasana. Imparando le arti marziali dai suoi guru, Kripa, Drona e Balarāma, diventa estremamente abile nell'uso della mazza, pari al migliore dei Pandava, Bhima, nel suo utilizzo.

### Karna
Alla manifestazione di lotta dove Kaurava e Pandava dimostrano l'abilità acquisita nel combattimento di fronte ai loro maggiori, al loro guru Drona e alla popolazione tutta del regno, compare un grande e splendente guerriero, Karna, e sfida Arjuna, considerato da Drona il migliore tra i principi guerrieri. Kripa umilia però il nuovo venuto, domandando che accerti la sua casta, se vuole dimostrarsi degno di competere coi principi. Subito Duryodhana ne prende le difese, e lo nomina re di Anga. Karna giura allora fedeltà a Duryodhana, che lo ha liberato da una serie infinita di ingiurie e umiliazioni. Nessuno dei due sa che Karna è in realtà il primo figlio di Kunti, nato dalla precedente unione con Sūrya. Tra i due ignari fratellastri nasce così un profondo legame. Se c'era una cosa buona nel principe malvagio era certo l'amicizia verso Karna.
Nella battaglia di Kurukshetra Karna rappresenta la maggior speranza di vittoria di Duryodhana, che lo considera superiore ad Arjuna e agli altri fratelli Pandava. Ma Karna sa che al di là dell'abilità in guerra gli sarà impossibile avere la meglio del fortissimo Arjuna, protetto del dio Krishna. Quando Karna sarà infine ucciso a lungo e intensamente se ne lamenterà Duryodhana.

## Tendenze maligne

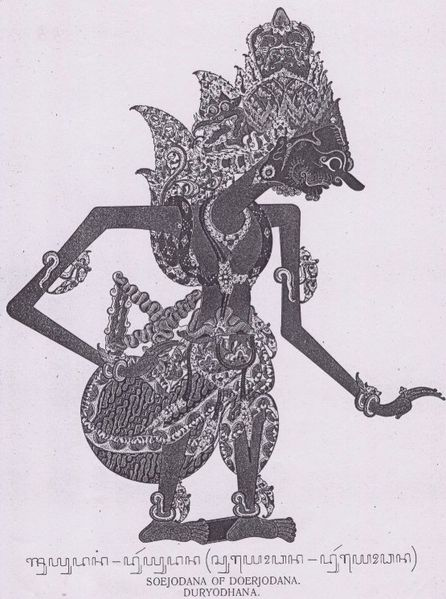
Duryodhana nel teatro Wayang di Giava

Sebbene sia amato da tutta la sua famiglia Duryodhana e ancor di più i suoi fratelli sono considerati da meno dei cinque Pandava, in quanto a virtù, senso del dovere e rispetto degli capi famiglia. Duryodhana viene allevato dallo zio materno Shakuni, che desidera per il nipote l'ascesa a spese dei cugini. In effetti Shakuni progetta la maggior parte dei piani messi in atto da Duryodhana per umiliare e uccidere i Pandava.
A maggior ragione Duryodhana odia i Pandava in quanto sa che il maggiore dei cinque per età, Yudhisthira, è uno dei candidati principali al trono di Hastinapura, mentre il maggiore per forza, Bhima, domina ogni gara di forza e abilità coi Kaurava grazie al suo strapotere fisico. Una volta Duryodhana cerca di uccidere Bhima facendogli mangiare un pasto avvelenato, ma l'eroe si salva grazie all'incredibile tempra e alle benedizioni dei Nāga.
Un'altra volta Duryodhana partecipa ad un piano di Shakuni per bruciare vivi i Pandava all'interno di una casa fatta costruire apposta dall'architetto Purochana. Nella casa sono
nascosti nei muri vari combustibili, come il grasso di animale o il fieno, e i Pandava vi si rifugiano durante un viaggio per partecipare alla festa di Varnavata. Ma mentre Purochana morirà nell'incendio, i Pandava si salveranno grazie alla brillante contromossa di Vidura.

## L'usurpazione del trono
Quando i principi ereditari diventano maggiorenni, a Yudhisthira viene affidata metà del regno, col titolo di re di Indraprastha, per evitare uno scontro tra Pandava e Kaurava per il dominio di tutto il paese di Kuru. Duryodhana diventa da parte sua reggente di Hastinapura, ma grazie all'età avanzata e alla cecità del re suo padre può accumulare poteri e influenza, governando con un gruppo di fedeli consiglieri che comprendono lo zio Shakuni, il fratello Dushasana e l'amico Karna.
L'invidia di Duryodhana risorge quando la notizia della prosperità di Indraprastha offusca la prosperità di Hastinapura. Quando Yudhisthira compie il Rajasuya, il sacrificio che lo rende "imperatore del mondo", Duryodhana schiuma di rabbia, ancor più umiliato dalle beffe che subisce dalla moglie dei Pandava, Draupadi, una volta che viene sorpreso a corte mentre dorme in una vasca piena d'acqua.

### Il complotto dei dadi e l'umiliazione di Draupadi
Consapevole che i Kaurva non possono competere sul piano militare con i Pandava, Shakuni concepisce un piano per rubare a Yudhisthira il regno e la ricchezza grazie ad una partita di dadi, un gioco che Shakuni conosce da esperto, mentre di cui Yudhisthira è un principiante. Il maggiore dei Pandava come era prevedibile accetta la sfida e scommette perdendo ogni volta prima il regno, poi la ricchezza, quindi i suoi stessi fratelli e la moglie, sempre nel disperato tentativo di recuperare. Rovinati i nemici Duryodhana vuole umiliarli e convince Dushasana a trascinare a corte Draupadi e spogliarla davanti a tutti, in quanto sua proprietà. Solo la protezione mistica di Krishna impedisce l'umiliazione, rendendo il sari della moglie dei Pandava inesauribile. Quando Duryodhana allora la fa sedere sulle sue cosce, Bhima, costretto con gli altri fratelli all'esilio giura che al suo ritorno spezzerà le cosce dell'odiato cugino.
Intervengono allora il re Dhritarashtra e il suo consigliere Vidura, che impongono a Duryodhana di ristabilire il regno di Yudhisthira. Ma la partita di dadi viene ripetuta e stavolta Shakuni mette in atto trucchi che non possono far vincere il Pandava, che di nuovo perde tutto e viene costretto a tredici anni di esilio dalla corte, dodici da passare nella foresta e il tredicesimo comunque in incognito, pena il rinnovo dell'esilio stesso.

### "Imperatore del mondo"
Durante l'esilio Duryodhana, non sazio, cerca di umiliare Yudhisthira anche nella foresta dell'esilio. Ma coinvolto in una guerra contro il re dei Gandharva, Chitrasena, viene catturato e umiliato a sua volta. Il nobile Yudhisthira chiede allora ad Arjuna e Bhima di salvare il cugino. Deciso a morire intanto Duryodhana decide di digiunare fino alla morte. Durante il digiuno egli viene rapito da un gruppo di potenti esseri, Daitya e Danava, che gli rivelano che la sua nascita è il risultato della loro ascesi (tapasya) e che la sua missione è distruggere i disegni dei Deva e di Krishna sulla terra. Confortato dalla notizia che molti potenti demoni si sono incarnati nei suoi alleati per renderlo invincibile, Duryodhana ritorna ad Hastinapura. Karna viene inviato al comando di una campagna di conquista universale per sottomettere i principi della terra a Duryodhana. Ottenuti tributi e giuramenti di alleanza da tutti i re del mondo Karna assiste Duryodhana nell'esecuzione del Vaishnava, sacrificio a Visnù. Duryodhana si incorona "imperatore del mondo", come aveva fatto a suo tempo Yudhisthira col sacrificio Rajasuya.

## La battaglia di Kurukshetra
Alla fine dell'esilio Duryodhana rifiuta di restituire il regno a Yudhisthira, contro il consiglio di Bhishma, Drona, Vidura e dello stesso Krishna, che tenta anzi di rapire. Sebbene Dhritarashtra critichi a sua volta il figlio, egli in cuor suo preferisce che l'imperatore rimanga proprio Duryodhana. 
Diventata inevitabile la guerra Duryodhana ottiene l'aiuto di potenti re ed eserciti. Leggendari guerrieri come Bhisma, Drona, Kripa, Ashwathama e Shalya, pur criticando la sua condotta, sono costretti a combattere per il principe malvagio. Alla fine le forze di Duryodhana sono molto superiori a quelle dei Pandava. Durante la guerra Duryidhana incita a più riprese Bhisma e Drona, anche se la sua maggior speranza è riposta, come detto, in Karna. Chiede proprio a Karna di catturare vivo Yudhisthira, per ricattare i Pandava e piegarli alla resa, o di sfidarlo nuovamente a giocarsi tutto. Partecipa quindi al brutale e immorale assassinio del figlio di Arjuna, Abhimanyu.
Ma i piani di Duryodhana vengono frustrati quando i Pandava eliminano le due leggende di Kuru. In un giorno solo Arjuna uccide un milione di soldati Kuru e vendica il figlio uccidendo Jayadratha, re di Sindhu. Tutto solo anche Bhima non è da meno e fa strage dei Kaurava, aumentando il dolore di Duryodhana. L'apice della guerra è il duello drammatico tra Arjuna e Karna, dove quest'ultimo ha la peggio. persa ogni speranza e dopo alcuni tentativi disperati Duryodhana fugge dal campo di battaglia e si nasconde in un lago, dove sopravvive grazie al suo yoga. Solo dopo le esortazioni di Ashwathama e Kripa ad affrontare con coraggio il suo destino egli si risolve a riemergere dalle acque.

### La benedizione di Gandhari e il duello con Bhima
La regina Gandhari è distrutta alla notizia che dei suoi cento figli sopravvive il solo Duryodhana e trascurando la sua natura cattiva e la sua ingiusta causa decide di aiutarlo. Chiede al figlio di fare un bagno e quando questi si spoglia nudo decide di usare il potere mistico accumulato nei suoi occhi, bendati da anni in ossequio alla cecità del marito Dhritarashtra, per rendere invulnerabile ogni parte del suo corpo. Ma il dio Krishna, di ritorno da una visita alla regina, di cui sa le intenzioni, vede Duryodhana avanzare nudo verso la tenda della madre e lo ammonisse a rendersi presentabile. Duryodhana allora si copre vergognosamente l'inguine, che rimarrà quindi il suo punto debole nello scontro imminente.
Faccia a faccia coi Pandava e Krishna il giusto Yudhisthira offre al cugino la possibilità di scegliere il suo avversario tra i cinque fratelli. Gli altri si terranno in disparte e accetteranno l'esito del duello. Anche se i Pandava hanno vinto la guerra, essi in caso di sconfitta cederanno il regno al loro nemico se questi vincerà uno di loro in duello.
Folle per l'orgoglio Duryodhana sceglie come avversario l'arcinemico Bhima, al posto di uno qualsiasi degli altri Pandava, che avrebbe vinto facilmente con la sua mazza. Duryodhana e Bhima hanno entrambi una forza sovrumana, un'abilità con la mazza maturata sotto gli insegnamenti di Balarāma e combattono allo stesso livello. Lo scontro si protrae per giorni e Duryodhana sembra aver sfiancato Bhima. A questo punto interviene Krishna che ricorda a Bhima il suo giuramento di spezzare le cosce di Duryodhana, sulle quali Draupadi era stata costretta a umiliarsi. Allora Bhima colpisce con la mazza brutalmente le cosce di Duryodhana, rimaste escluse dalla benedizione di Gandhari, e lo atterra mortalmente ferito. Duryodhana lamenta la mossa di Bhima, che ha colpito sotto la vita, contro le regole del combattimento con la mazza. Ma Bhima lo riprende aspramente: anche l'umiliazione di Draupadi, i progetti omicidi e l'assassinio di Abhimanyu erano contro il dharma. Non è possibile appellarsi alla giustizia e ai valori religiosi dopo una vita passata a negarli.

### Morte e Paradiso
Duryodhana muore lentamente e viene cremato dai Pandava. Quando Yudhisthira ascende allo Swarga vede Duryodhana assiso in trono. Il buon Yudhisthira si arrabbia e non capisce come nonostante i suoi peccati Duryodhana abbia meritato un posto in paradiso. Indra gli spiega allora che il malvagio cugino ha già servito all'inferno, riuscendo a distinguersi come re buono e potente.

## Altri riferimenti
La minoranza moderata degli studiosi indiani vede in Duryodhana un re capace e potente, capace di governare con giustizia, ma malvagio per la sua volontà di annientare i cugini e disprezzare orgogliosamente la tradizione. Come il demone Ravana è potente e glorioso, ben istruito nella conoscenza della religione, ma incapace di mettere in pratica i valori morali nella vita quotidiana. Ma la maggioranza vede in Duryodhana solo un malvagio vanaglorioso.
Duryodhana viene spesso paragonato al greco Achille, anch'egli eroe invulnerabile in un solo punto (cfr. l'amico/nemico dell'eroe irlandese Cú Chulainn, Ferdiad).
Nel Kumaon (Uttranchal) diversi templi meravigliosamente intarsiati sono dedicati a Duryodhana, venerato qui come una divinità minore, emblema del buon governo. In effetti nel Mahābhārata le tribù montanare di Kumaon combattono dalla parte di Duryodhana.